# Ralford Mullings
Ralford Mullings (* 22. November 2002 in Kingston) ist ein jamaikanischer Leichtathlet, der sich auf den Diskuswurf spezialisiert hat.

## Sportliche Laufbahn
Erste internationale Erfahrungen sammelte Ralford Mullings bei den CARIFTA Games 2018 in Nassau, bei denen er mit einer Weite von 15,49 m und 53,81 m jeweils die Silbermedaille im Kugelstoßen und im Diskuswurf in der U17-Altersklasse gewann. Im Jahr darauf gewann er bei den CARIFTA Games in George Town mit 54,91 m die Silbermedaille im Diskuswurf in der U20-Altersklasse, ehe er bei den U18-NACAC-Meisterschaften in Santiago de Querétaro mit 20,96 m und 62,34 m jeweils die Goldmedaille gewann. Zudem belegte er bei den U20-Panamerikameisterschaften in San José mit 59,92 m den fünften Platz im Diskuswurf und gelangte mit 18,11 m auf Rang acht im Kugelstoßen. 2021 gewann er bei den U20-Weltmeisterschaften in Nairobi mit 66,68 m die Silbermedaille mit dem leichteren 1,75-kg-Diskus. Im selben Jahr zog er in die Vereinigten Staaten und begann ein Studium an der Arizona State University, ehe er an die University of Arkansas wechselte und dann an die University of Oklahoma. 2023 siegte er mit 61,18 m bei den U23-NACAC-Meisterschaften in San José und im Jahr darauf nahm er an den Olympischen Sommerspielen in Paris teil und gelangte dort mit 65,61 m im Finale auf Rang neun.

## Persönliche Bestleistungen
- Kugelstoßen: 19,24 m, 10. Februar 2024 in Chicago
- Diskuswurf: 69,67 m, 6. April 2024 in Ramona